# Casas Viejas, Delstaten Mexiko
Casas Viejas är en ort i Mexiko.   Den ligger i kommunen Valle de Bravo och delstaten Mexiko, i den södra delen av landet, 110 km väster om huvudstaden Mexico City. Casas Viejas ligger 2 053 meter över havet och antalet invånare är 1 006.
Terrängen runt Casas Viejas är kuperad. Runt Casas Viejas är det ganska tätbefolkat, med 116 invånare per kvadratkilometer. Närmaste större samhälle är Valle de Bravo, 5,4 km nordväst om Casas Viejas. I omgivningarna runt Casas Viejas växer huvudsakligen savannskog.